# 波拉茨克低地
波拉茨克低地是白俄羅斯的低地，位於白俄羅斯北部，由維捷布斯克州負責管轄，長200公里、寬40至80公里，海拔高度130至140米，道加瓦河流經該低地。